# 教父學
教父學，基督教研究之一，針對早期基督教會的文件及其作者的研究，特別是針對教父們的著作。這些教父的年代，約介於新約時代末期，或使徒年代（Apostolic Age，約西元一世紀）末期，一直到451年的迦克墩公會議，或八世紀的第二次尼西亞公會議之間。

## 概論
教父的原義為父親，或父老，早期基督教會以此頭銜來稱呼教會長老。研究教父們著作的學問，也因此被稱為教父學（Patristics）。